# Florbertus van Gent
Floribertus van Gent (gestorven rond 661) was de eerste abt van de Sint-Pietersabdij in Gent. Hij was afkomstig van de abdij van Elnone in Saint-Amand-les-Eaux en werd door Sint-Amandus naar Gent geroepen en daar aangeduid als eerste abt van een nieuw gesticht abdij op de Blandijnberg, de Sint-Pietersabdij. Zijn heiligverklaring gebeurde op 20 april 1049. Zijn feestdag valt op 1 november.